# CIA殉職者追悼壁

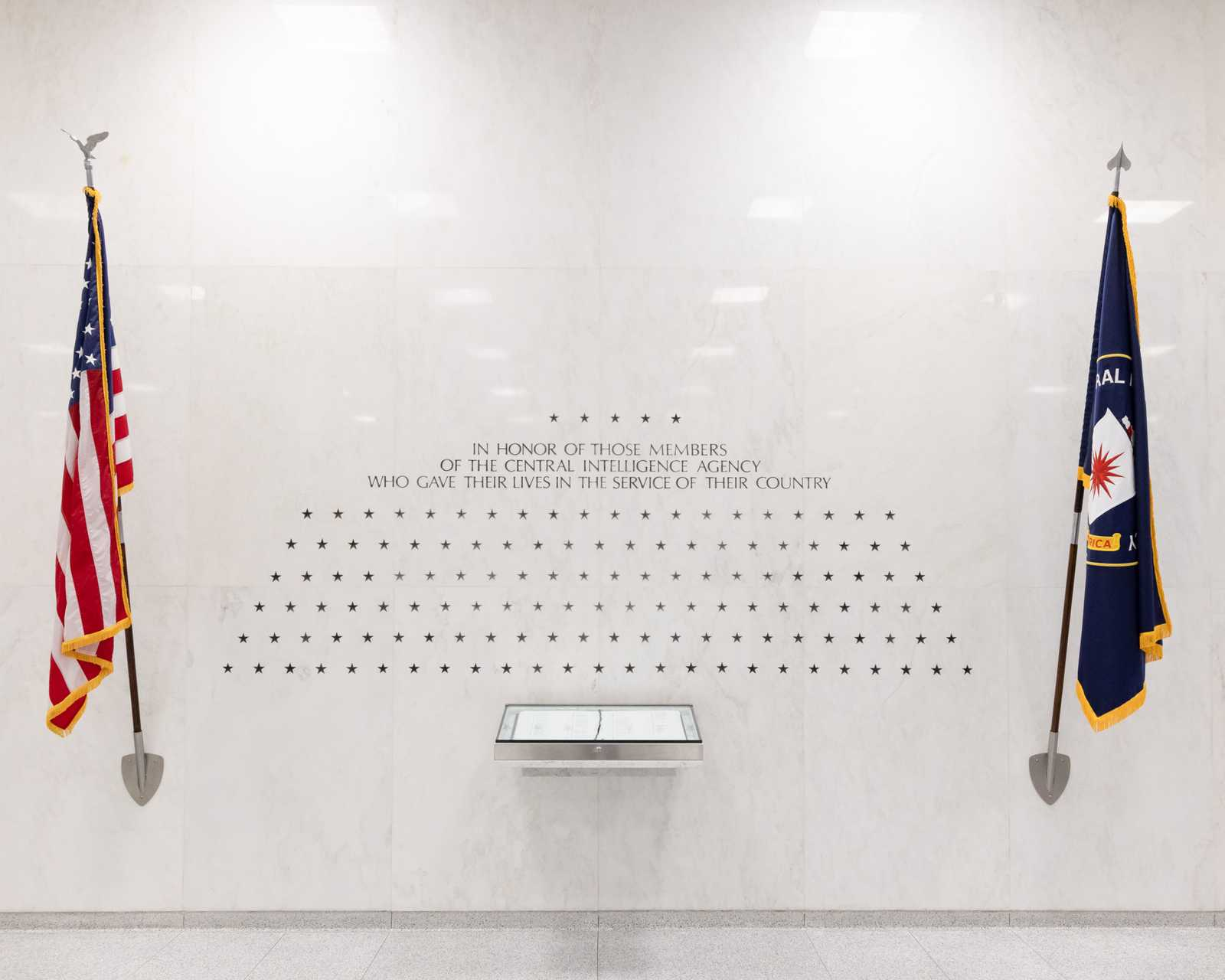
2023年撮影

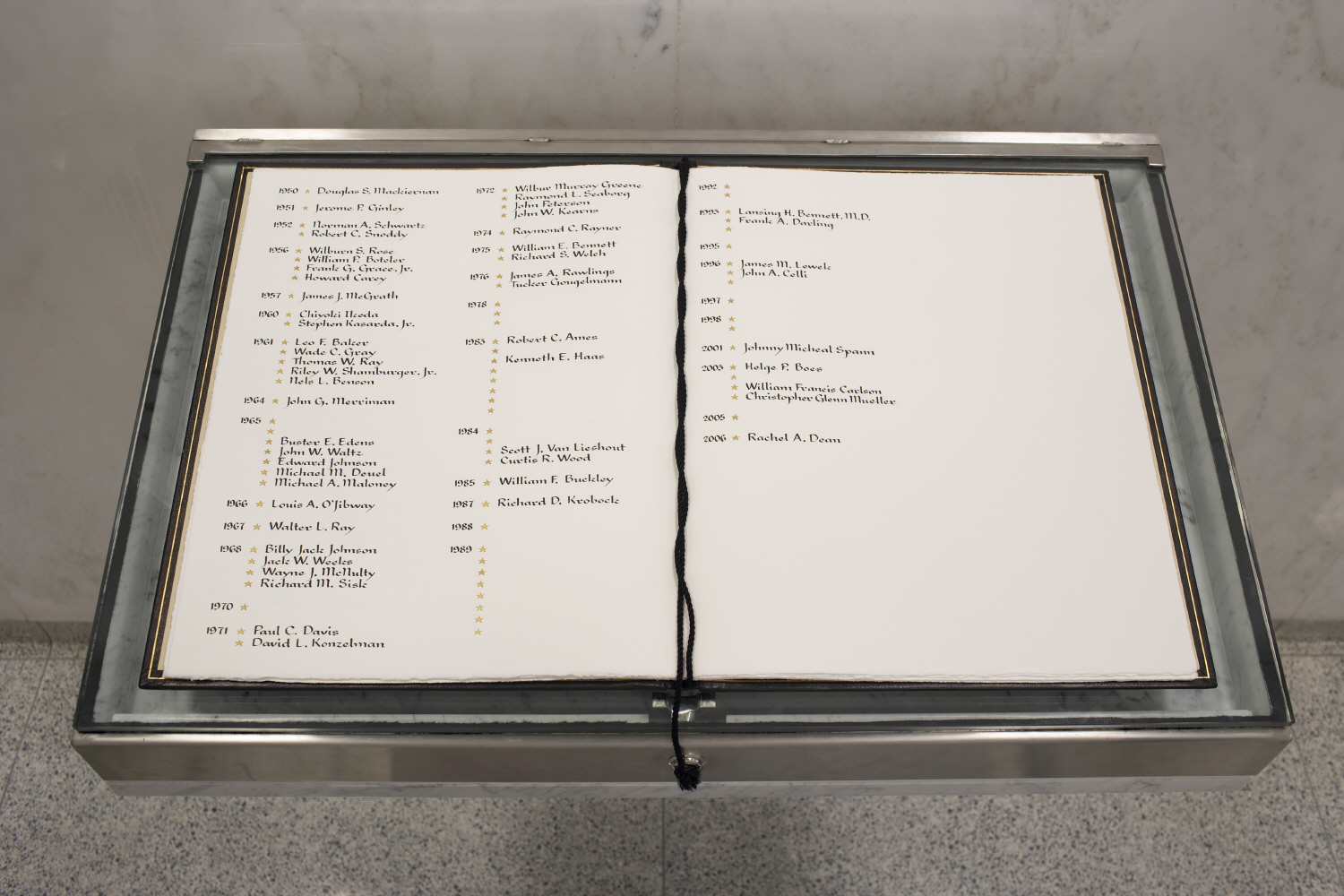
殉職者リスト

CIA殉職者追悼壁（シーアイエーじゅんしょくしゃついとうへき、CIA Memorial Wall）は、米国のバージニア州のCIA本部のロビーに設置されている殉職者慰霊碑である。

## 概要
任務遂行中に命を落としたCIA局員を追悼を目的として、大理石の壁に「IN HONOR OF THOSE MEMBERS OF THE CENTRAL INTELLIGENCE AGENCY WHO GAVE THEIR LIVES IN THE SERVICE OF THEIR COUNTRY(祖国のために命を捧げた者達を讃えて)」の文言の下に殉職者の数と同じ数の星が刻まれている。その直下に設置された本には殉職者のリストが年別に記されている。任務の特性上、約半数は星のみの匿名になっている。殉職者が増える度に星が追加されている。
2023年現在、壁には140個の星がある。

## 判明している主な殉職者

### ソマリアでの作戦中に墜落事故（1947年）
★Daniel Dennett
★John Creech

### ルブルジェ空港墜落事故（1948年）
★Jane Wallis Burrell:享年37歳。

### ノースウエスト航空の墜落事故（1960年）
★Chiyoki Ikeda

### サイゴンの米国大使館爆破事件（1965年）
★Barbara Robbins

### ギリシャのアテネで暗殺（1975年）
★Richard S. Welch:享年45歳。

### アメリカ大使館爆破事件（1983年）
★Robert “Bob” Ames
その他７名。

### サウジアラビアでの交通事故（1996年）
★John Celli

### エチオピア航空ハイジャック墜落事件（1996年）
★Leslianne Shedd:享年28歳。

### アフガニスタンでの捕虜による暴動（2001年）
★Johnny Micheal Mike Spann:享年35歳。

### チャップマン基地自爆テロ事件（2009年）
★Jennifer Lynne Matthews:享年45歳。
★Scott Michael Roberson:享年39歳。
★Darren LaBonte:享年35歳。
★Elizabeth Hanson:享年30歳。
★Harold Brown Jr.:享年37歳。
★Dane Clark Paresi:享年46歳。
★Jeremy Jason Wise:享年35歳。

### 在米リビア領事館襲撃事件（2012年）
★Tyrone Snowden Woods:享年41歳。
★Glen Anthony Doherty:享年42歳。

### アフガニスタンのカンダハールで拳銃自殺（2013年））
★Ranya Abdelsayed:享年34歳。

## 登場作品

### 映画
- 『リクルート』
- 『13時間 ベンガジの秘密の兵士』

### ドラマ
- 『サバイバー: 宿命の大統領 シーズン3』
- 『ホームランド シーズン2』
- 『ホームランド シーズン3』物語の象徴的な場所として描かれる